# 阿科斯达龙属
阿科斯达龙（属名：Acostasaurus，意为“阿科斯达的蜥蜴”）是哥伦比亚巴列姆阶帕哈组发现的一个疑似海猎龙类上龙科的已灭绝属。正模标本UNDG R-1000为一个近乎完整的颅骨及包括一条完整后肢和各类椎骨在内的颅后材料。标本尺寸估计为身长逾4（13英尺）、重1公噸（1.1短噸）。

## 描述

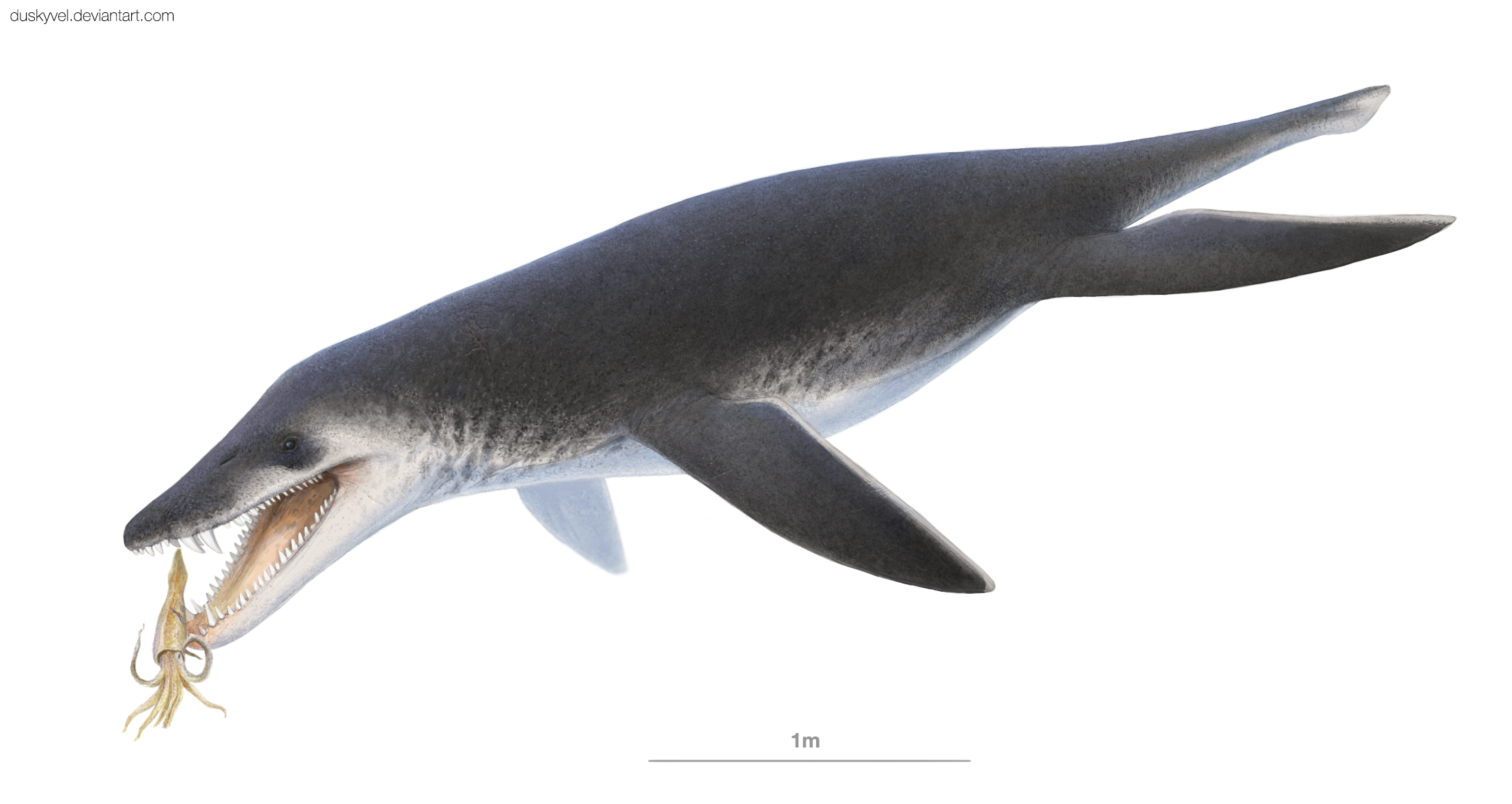
复原图

注意到正模标本存在几项亚成体特征，如矢状嵴未完全骨化及发育不良的腭翼。然而这可能是由于阿科斯达龙像其它蛇颈龙一样存在幼态延续。
从标本保存下来的部分来看，眼眶很大、呈圆形、背侧有深缺口。标本的巩膜环也非常大，表明阿科斯达龙适于在深水或浑水中看清东西。
阿科斯达龙的一项独特特征是具有短的下颌联合，只包含6对功能性肺泡（5又½，考虑到联合终止于第六对中间）。短而宽的骨联合是阿科斯达龙与其它同时期上龙科如来自相同地层的各种短颈龙亚科的区别之一。拥有该特征的其它上龙科包括侏罗纪分类单元扁鼻强龙，该属像阿科斯达龙一样有着硕大的眼眶及较短骨联合。戈梅斯·佩雷兹等人注意到，阿科斯达龙的功能性肺泡基部像扁鼻强龙那样与麦克尔氏腔融合，同时具有非常膨胀的装饰性矢状嵴从而形成顶骨突，此特征亦见于扁鼻强龙身上。

## 分类
鉴于短颈龙亚科是生存于巴列姆阶尤其是该时期哥伦比亚的唯一上龙科，戈梅兹·佩雷兹等人在论文中将阿科斯达龙与各种短颈龙亚科分类群进行比较。然而，作者得出的结论是将本属归入此亚科是存在疑问的：阿科斯达龙拥有犬齿型齿列，短颈龙亚科则拥有长吻狭颌型同型齿列。如上所述，扁鼻强龙及其它更不衍征的上龙科拥有相似齿列尤其是在阿科斯达龙身上的排列。